# Вьейо, Луи Пьер
Луи Пьер Вьейо (фр. Louis Pierre Vieillot; 10 мая 1748, Ивето — 24 августа 1830, Соттевиль-ле-Руан) — французский орнитолог. Впервые описал множество птиц, которых наблюдал в своей поездке по островам Карибского моря и по Северной Америке.  Был одним из первых орнитологов, который подробно изучал линьку и поведение птиц в природе, а также их анатомию.

## Биография
Работал на острове Гаити, который ныне поделен между Гаити и Доминиканской республикой. Во время Французской революции был вынужден эмигрировать в Соединённые Штаты. Здесь он начал изучать птиц Северной Америки и собрал материал для своего труда «Histoire naturelle des oiseaux de l’Amérique septentrionale» (1807—1808).
Вернулся в 1800 году во Францию, где получил должность автора «Bulletin des Lois». Продолжал писать о птицах, издал «Histoire naturelle et générale des colibris, oiseaux-mouches, jacamars et promerops» (1802) с иллюстрациями своего друга Жана Батиста Одбера (1759—1800), а затем «Histoire naturelle des plus beaux oiseaux chanteurs de la zone torride» (1805).
Своей работой «Analyse d’une nouvelle ornithologie élémentaire» (1816) Вьейо разработал и сегодня частично используемую систематизацию птиц, которую он продолжил и развил в своей следующей работе «Nouveau Dictionnaire d’Histoire Naturelle» (1816—1819). В 1820 году он продолжил начатый в 1790 году профессором Пьером Жозефом Боннатерре (1747—1804) труд «Tableau encyclopédique et méthodique». Затем написал также «Faune française» (1820—1830).

## Признание
Несколько видов животных имеют в своём видовом эпитете имя учёного, например, кровавогрудая либия (Lybius vieilloti) и Saurothera vieilloti.

## Труды
- Histoire naturelle des plus beaux oiseaux chanteurs de la zone torride. Dufour, Paris 1805
- Histoire naturelle des oiseaux de l’Amérique septentrionale. Desray, Paris 1807/08
- Analyse d’une nouvelle ornithologie élémentaire. d'Éterville, Paris 1816
- Mémoire pour servir à l’histoire des oiseaux d’Europe. Turin 1816
- Ornithologie. Lanoe, Paris 1818
- Faune française ou Histoire naturelle, générale et particulière des animaux qui se trouvent en France. Le Vrault & Rapet, Paris, Strasburg, Brüssel 1820-30
- La galerie des oiseaux du cabinet d’histoire naturelle du jardin du roi. Aillard & Constant-Chantpie, Paris 1822-25
- Ornithologie française ou Histoire naturelle, générale et particulière des oiseaux de France. Pelicier, Paris 1830